# Исупов, Юрий Геннадьевич
Юрий Геннадьевич Исупов (род. 29 августа 1957, Стрижи, Кировская область) — российский политик, член Совета Федерации (2013—2014).

## Биография
Образование высшее профессиональное. Окончил Ленинградский государственный университет им. А. А. Жданова по специальности «историк» (1979 г.), Высшую школу КГБ СССР им. Ф. Э. Дзержинского (1989 г.). Награждён медалью «70 лет Вооруженных Сил СССР».

### Политическая карьера
08.1979 — 11.1982 ассистент кафедры истории КПСС Кировского пединститута им. В. И. Ленина г. Киров
1982—1994 гг. — Управление КГБ СССР по Кировской области, оперуполномоченный, старший оперуполномоченный, г. Киров.
1994—2013 гг. — Вятская торгово-промышленная палата, старший Вице-президент, г. Киров.
с 2013 г. — член Совета Федерации Федерального Собрания Российской Федерации — представитель от исполнительного органа государственной власти Кировской области. С мая 2013 г. — член Комитета СФ по аграрно-продовольственной политике и природопользованию.
C 28.11.2014 — заместитель Председателя Правительства области